# Sunyani
Sunyani es una ciudad de la república de Ghana, cuenta con 80.245 habitantes. Es la capital de la región de Brong-Ahafo.
El aeropuerto abrió sus puertas en 1975 conectándose con los aeropuertos de Kumasi, Acra y Takoradi.
La ciudad ofrece servicios como teléfonos, correo, estación de tren, estación de autobús, aeropuerto, fax, hospital y bancos.